# Mandevilla achrestogyne
Mandevilla achrestogyne är en oleanderväxtart som först beskrevs av R. E. Woodson, och fick sitt nu gällande namn av R. E. Woodson. Mandevilla achrestogyne ingår i släktet Mandevilla och familjen oleanderväxter. Inga underarter finns listade i Catalogue of Life.